# Consorzio internazionale dei giornalisti investigativi

Il Consorzio internazionale dei giornalisti investigativi (CIGI) (International Consortium of Investigative Journalists in inglese, acronimo ICIJ) è una rete internazionale con sede a Washington (Stati Uniti) promossa nel 1997 dal Centro per l'Integrità Pubblica (Center for Public Integrity). Ne fanno parte 165 giornalisti investigativi disseminati in oltre 65 Paesi; lavorano insieme su temi quali “i reati transnazionali, la corruzione e l'obbligo dei rappresentanti del potere di rispondere delle loro azioni”.

Dalla fondazione ad oggi, il consorzio ha rivelato il contrabbando e l'evasione fiscale di multinazionali del tabacco ma anche di organizzazioni criminali create allo scopo; cartelli nel traffico di armi e aziende dell'amianto; inoltre ha aperto nuovi scenari investigativi divulgando i contratti delle guerre in Iraq e in Afghanistan.
Il CIGI fa conoscere all'opinione pubblica mondiale la propria attività realizzando articoli che vengono pubblicati su diverse testate giornalistiche internazionali. Dal settembre 2011 il direttore del consorzio è Gerard Ryle.
Nel 2017 ha vinto il Premio Pulitzer (sezione "giornalismo di divulgazione") per aver rivelato al mondo le cosiddette «Carte panamensi» (Panama Papers).

## Storia
Nel 1997 il Centro per l'Integrità Pubblica ha fondato la prima rete mondiale di giornalisti specializzati nel campo investigativo. Nel 2000 il Consorzio contava 75 membri di 39 diverse nazioni.

## Attività
Il Consorzio ha utilizzato il termine leaks (“fuga di notizie”) nei titoli dei suoi dossier (come ad esempio Offshore Leaks e Luxemburg Leaks), ma non è all'origine di WikiLeaks.
L'indagine Offshore Leaks ebbe inizio dai dati su un disco rigido inviato per posta cartacea da un informatore anonimo all'indirizzo di casa di Gerard Ryle, direttore del consorzio.
L'indagine SwissLeaks è basata su dati sottratti alla banca del gruppo HSBC Holdings Plc. da Hervé Falciani (ingegnere del software, già membro dello staff della HSBC di Ginevra), e consegnati alle autorità francesi alla fine del 2008.
Industria del tabacco
Dal 2008 al 2011 il Consorzio ha concentrato la propria attenzione sull'industria mondiale del tabacco, rivelando le strategie utilizzate dal colosso Philip Morris, e da altre compagnie mondiali, per espandere la propria attività in Russia, Messico, Uruguay e Indonesia.
Movimenti bancari in sedi offshore
In collaborazione con diverse testate internazionali (The Guardian, la BBC, Le Monde, the Washington Post, Sonntags Zeitung, The Indian Express, Süddeutsche Zeitung e Norddeutscher Rundfunk) il CIGI ha realizzato una serie di ricerche sulle attività bancarie in sedi offshore. L'inchiesta dimostra l'avvenuta corruzione di governi, diverse violazioni dei doveri fiscali tramite [la creazione di] sistemi di elusione e l'utilizzo di conti cifrati secondo il noto schema Ponzi.
Nel giugno 2011 un articolo giornalistico del Consorzio rivelò che un uomo d'affari australiano aveva aiutato i propri clienti, senza violare la legge, ad assorbire migliaia di entità offshore. In seguito, però, alcune di esse furono coinvolte nel traffico internazionale di petrolio armi e denaro.
All'inizio del 2014 il Consorzio rivelò che tra i nomi di coloro che utilizzavano i paradisi fiscali per nascondere la ricchezza figuravano anche i parenti dei magnati della finanza cinese nonché noti politici influenti del Paese orientale.
Panama Papers
Mossack Fonseca è uno studio legale con sede a Panama. Il Paese centroamericano è un noto paradiso fiscale, luogo ideale per le società offshore. L'attività principale di Mossack Fonseca è aiutare le persone che dispongono di grandi quantità di denaro a trasferire e depositare ingenti somme nei paradisi fiscali. Lo studio ha accumulato negli anni una mole enorme di documenti riguardanti le compagnie che esercitano i propri affari utilizzando sedi offshore.
Nel 2015 una fonte anonima ha prelevato 11 milioni e mezzo di documenti riservati e li ha messi a disposizione del quotidiano tedesco Süddeutsche Zeitung, il giornale-guida del Consorzio. Il CIGI ha distribuito il materiale a 400 giornalisti ed a 107 organi d'informazione in più di 80 Paesi, che hanno contribuito ad analizzare i documenti.
I cosiddetti «Panama Papers» contengono informazioni dettagliate su più di 14.000 clienti ed oltre 214.000 società offshore, con i nomi degli azionisti e dei dirigenti. Tra essi si leggono i nomi di funzionari governativi, parenti stretti e sodali di vari primi ministri di oltre 40 nazioni, tra cui i leader di cinque Paesi.
L'annuncio della conclusione del lavoro, il 3 aprile 2016, ha ottenuto una risonanza mondiale. A causa delle rivelazioni contenute nei documenti, il primo ministro dell'Islanda, Sigmundur David Gunnlaugsson, ha rassegnato le dimissioni il 5 aprile 2016.

## Presenza su internet
Sul world wide web il Consorzio internazionale dei giornalisti investigativi è presente con un blog (Global muckraker, “Lo scandalista globale”), sulle reti sociali principali e gestisce un proprio canale su YouTube.

## Premi istituiti
Il Consorzio ha istituito il “Premio Daniel Pearl”, intitolato alla memoria del giornalista investigativo ucciso in Pakistan nel 2002. Il riconoscimento, assegnato a cadenza biennale, è rivolto agli autori di un servizio giornalistico investigativo a carattere internazionale di eccezionale rilevanza/rilievo/importanza.